# Wormaldia cornuta
Wormaldia cornuta là một loài Trichoptera trong họ Philopotamidae. Chúng phân bố ở vùng Tân nhiệt đới.